# Тарасенко Єлизавета Парфентіївна
Єлизавета Парфентіївна Тарасенко (1905, село Білозерка, тепер смт. Білозерського району Херсонської області — ?) — українська радянська діячка, вчителька Музиківської середньої школи Херсонського району Херсонської області. Депутат Верховної Ради УРСР 3—4-го скликань.

## Біографія
Народилася у родині селянина-бідняка. У ранньому віці залишилася сиротою, наймитувала. У 1923 році вступила до комсомолу. Працювала в комітеті незаможних селян. У 1925—1927 роках — піонервожата, бібліотекар у селі Білозерці Білозерського району.
У 1928—1929 роках — слухач педагогічних курсів у місті Херсоні.
У 1929—1940 роках — вчителька Загорянівської початкової (семирічної) школи на Херсонщині. У 1940—1941 роках — вчителька російської мови та літератури Музиківської семирічної школи Херсонського району Миколаївської області.
Під час німецько-радянської війни була евакуйована до Сталінградської області РРФСР, де працювала у колгоспі та вчителькою початкових класів Сталінської початкової школи Ельтонського району. У 1944 році повернулася до Херсонської області.
З 1944 року — вчителька російської мови та літератури, завідувач навчальної частини Музиківської семирічної (середньої) школи Херсонського району Херсонської області.
Потім — на пенсії.

## Нагороди
- орден «Знак Пошани»
- медаль «За доблесну працю у Великій Вітчизняній війні 1941—1945 років»